# Pertunmaa
Pertunmaa è una frazione finlandese] di 1600 abitanti, situata nella regione del Savo Meridionale.  Ha fatto comune (Pertunmaan kunta) dal 1926 fino a fine 2024. Un ex amministratore fu Juha Torniainen.